# Лейко, Мария Карловна
Мари́я Ка́рловна Ле́йко (латыш. Marija Leiko; 14 августа 1887, Рига, Латвия — 3 февраля, 1938, Бутовский полигон, Московская область, СССР) — звезда немого кино, снималась у Фридриха Мурнау, актриса Латышского государственного театра «Скатувэ» («Skatuve»). Была репрессирована во время Большого террора в 1937. Беспартийная, латышка по национальности.

## Биография

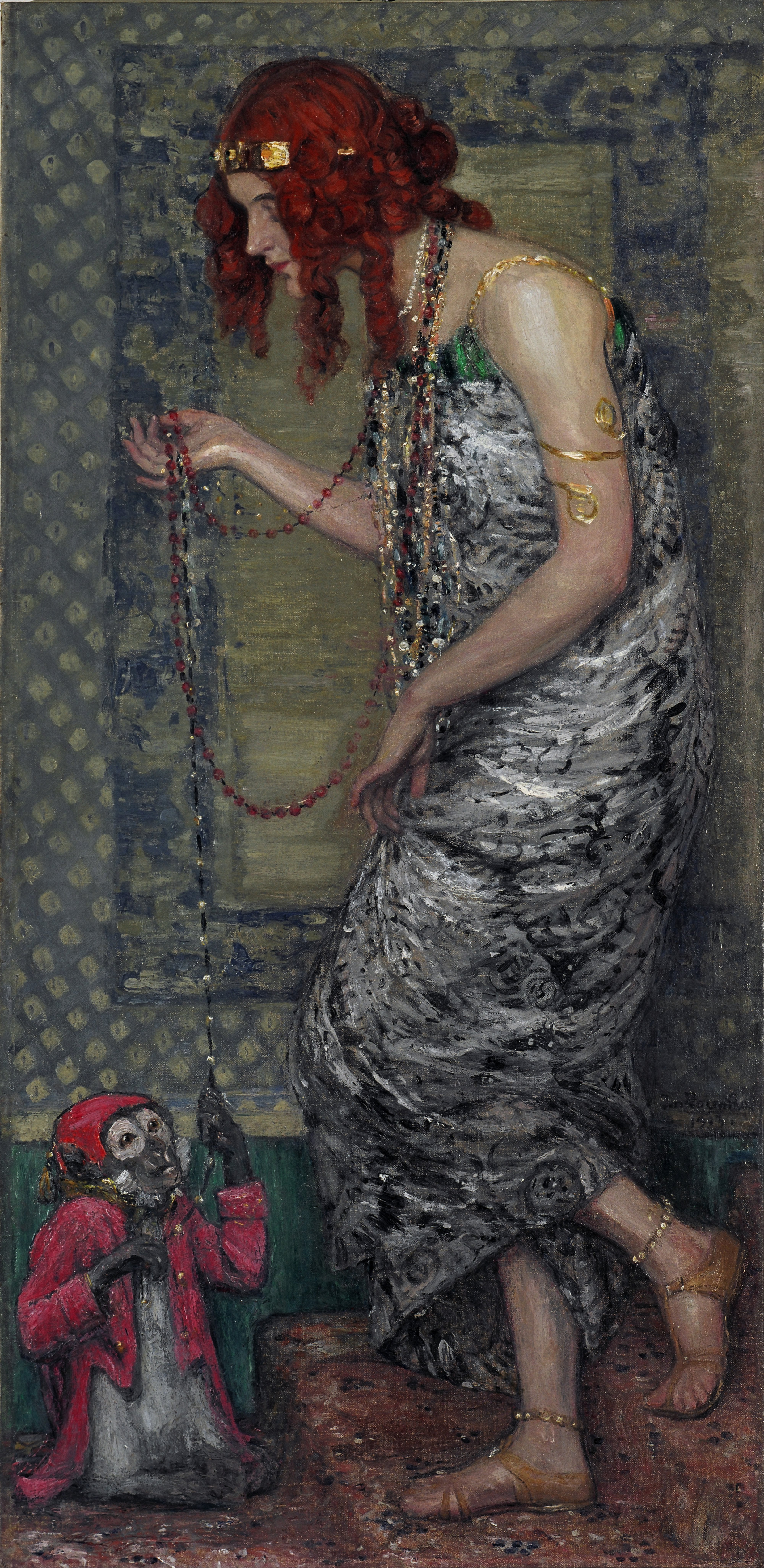
Янис Розенталс. Принцесса и обезьяна, 1913

Мария Лейко родилась 14 августа 1887 года в Риге. Отец — строительный подрядчик, мать — домохозяйка.
Окончила Рижскую частную школу для девочек Б. Рейниса (1903). Работала в труппе театрального товарищества Ионатана и театре Аполло (1907—1908). Вместе со своим коллегой, актёром и режиссёром Янисом Гутером эмигрировала из страны. Жила в Дании, Австро-Венгрии и Германии.
Училась в драматическом классе Венской императорской академии музыкального и драматического искусства (1909—1910). Выступала на сцене Нового театра во Франкфурте-на-Майне (1910—1911 и 1914—1916), Городского театра в Лейпциге (1912—1914), Мюнхенского камерного театра (1917). Работала в актёрской труппе под руководством М. Рейнхардта (1917—1920). В 1926 году была приглашена на роль Насти в поставленной известным немецким пролетарским режиссёром Эрвином Пискатором пьесе Максима Горького «На дне».
Была знакома со многими известными деятелями искусства. Предполагают, что латышский художник Янис Розенталс изобразил её на своей самой известной картине «Принцесса и обезьяна» (1913).
Актриса с 1917 года начала сниматься в немом кинематографе Германии, где её фильмы пользовались большим успехом. С появлением звукового кино продолжала работать в театре.
В Берлине у Марии Лейко родилась и выросла дочь, названная по имени героини Ибсена Нора. В 1930 году Нора вышла замуж за сотрудника советского посольства в Германии Сулико Чечевая, но вскоре мужа Норы отозвали, и они уехали в Тбилиси, родной город мужа. В 1935 году Нора скончалась при родах и её маленькую дочь назвали в честь матери также Норой. Мария Лейко в это время жила в своей родной Риге, куда вернулась в 1933 году после прихода нацистов к власти в Германии.
Узнав о смерти дочери и рождении внучки, Мария Лейко едет в Тбилиси, чтобы забрать маленькую Нору к себе. На обратном пути Мария Лейко задержалась на несколько дней в Москве, и здесь руководители театра «Скатуве» уговорили её сыграть несколько сезонов в этом московском театре. Это было роковое решение.
В момент ареста 15 декабря 1937 года сотрудниками НКВД Мария Лейко проживала по адресу Москва, Оболенский пер., д.9, корп. 3, кв. 58. Мария Лейко была объявлена «агентом иностранного империализма» и по обвинению в принадлежности к «латышской контрреволюционной националистической фашистской организации» расстреляна 3 февраля 1938, захоронена на месте казни в Бутово.
О судьбе внучки Марии Лейко, Норы, которой было менее трех лет в момент гибели актрисы, ничего неизвестно.
14 мая 2017 года в Москве на стене дома 9, корп. 3 в Оболенском переулке был установлен мемориальный знак «Последний адрес» Марии Карловны Лейко.

## Реабилитация
Мария Лейко была реабилитирована за отсутствием состава преступления 12 мая 1958 года.

## Творчество

### Роли в театре

#### Рижский театр Аполло
- 1907 — «Фарисеи» Артура Шницлера — Жоржета
- 1907 — «На дне» Максима Горького — Наташа
- 1907 — «Разбойники» Фридриха Шиллера — Амалия
- 1907 — «Потонувший колокол» Герхарта Гауптмана — Рутиня

#### Новый театр (Франкфурт-на-Майне)
- 1910 — «Одинокие» Герхарта Гауптмана — Кейт
- 1910 — «Коронованная невеста» Юхана Августа Стриндберга — Терста

#### Городской театр (Лейпциг)
- 1912 — «Гамлет» Уильяма Шекспира — Офелия
- 1912 — «Фауст» Иоганна Вольфганга Гёте — Гретхен
- 1913 — «Дон Карлос» Фридриха Шиллера — Елизавета Валуа

#### Труппа М. Рейнхарта
- 1917 — «Живой труп» Л. Н. Толстого — Саша
- 1917 — «Зимняя баллада» Герхарта Гауптмана — Рутиня
- 1920 — «Гамлет» Уильяма Шекспира — Гертруда

#### Народный театр (Берлин)
- 1926 — «На дне» Максима Горького — Настя

#### Театр Скатуве
- 1936 — «В огне» Рудольфа Блауманиса — Кристина

## Фильмография (на немецком)
1. Räuberbande, Die (1928)
2. Rothausgasse, Die (1928) играет Katherina Rezek
3. Am Ruedesheimer Schloss steht eine Linde (1928) играет Fritzs Mutter
4. Aufstieg der kleinen Lilian (1925)
5. Dr. Wislizenus (1924)
6. Schatz der Gesine Jakobsen, Der (1923)
7. Frauenkönig, Der (1923)
8. Schneiderkomteß, Die (1922) играет Die junge Komteß
9. Kinder der Finsternis — 2. Kämpfende Welten (1922) играет Maria Geon
10. Versunkene Welten (1922)
11. Kinder der Finsternis — 1. Der Mann aus Neapel (1921) играет Maria Geone
12. Frau von morgen, Die (1921)
13. Ratten, Die (1921) играет Pauline Piperkarcka
14. Furcht vor dem Weibe, Die (1921) играет Reederstochter
15. Am Webstuhl der Zeit (1921) (Marija Leyko) играет Ruth Einser, Hansens Assistentin
16. Opfer der Ellen Larsen, Das (1921)
17. Brandherd (1921) играет Anna фильм также известен как Torgus (USA) и Verlogene Moral (Germany)
18. Rote Redoute, Die (1921)
19. Kwannon von Okadera, Die (1920) играет Ingele von Geortz
20. Ewiger Strom (1920) играет Marija, ein Mädchen
21. Satanas (1920) играет в эпизоде, фильм также известен как Satan
22. Frau im Käfig, Die (1919)
23. Freie Liebe (1919)
24. Lola Montez 2 (1919) фильм также известен как Am Hofe Ludwigs I. von Bayern
25. Frühlingslied, Das (1918)
26. Diamantenstiftung, Die (1917)